# 건쉽배틀
건쉽 배틀(Gunship Battle)은 중력 센서를 활용한 조작과 3D 그래픽, 타격감을 내세운 액션 게임이다. 헬리콥터, 전투기 공중 전투라는 독특한 게임성을 앞세워 미국, 유럽, 러시아, 일본, 중국, 동남아시아 등 전 세계를 대상으로 인기몰이에 성공했다. 2023년을 기준으로 누적 다운로드 횟수는 1억회이다.

## 후속작
2018년 12월 11일, 조이시티는 후속작인 《건쉽배틀 토탈워페어》를 출시하였다. '하이엔드 워게임의 시작'으로 소개하고 있으며 전 세계 유저들과 실시간으로 플레이가 가능하다.

## 논란
후속작 중 하나인 건쉽배틀:토탈워페어에서 어뷰징에 대한 관리가 소홀해 유저들에게 집단 소송이 예고되었다.